# Ultra Music Festival
Ultra Music Festival (UMF) és un festival anual de música electrònica, fundat el 1999 per la parella de negocis Russel Faibisch i Alex Omes, i té lloc al març a la ciutat de Miami, Florida. El primer esdeveniment del festival va coincidir amb el Winter Music Conference l'any 1999, que també es va dur a terme a Miami. El festival va tenir lloc entre 1999 i 2000 en South Beach (Miami Beach), entre 2001 i 2005 en el Bayfront Park (Downtown Miami), entre 2006 i 2011 en el Bicentennial Park (Downtown Miami) i des de 2012 fins al present es realitza de nou en el Bayfront Park.
Encara que comparteixen els mateixos noms, UMF no està directament lligada a Ultra Records, un segell discogràfic de música electrònica. No obstant això, les dues entitats van anunciar una "aliança mundial" a l'agost de 2012, que els permet col·laborar en la comercialització i la promoció creuada.
Ultra duu a terme també els seus festivals a Eivissa, Buenos Aires, Lima, São Paulo, Santiago de Xile, Seül, Split, Tòquio, Ciutat del Cap/Johannesburg, Santa Cruz, Asunción. A Bolívia, Perú i Paraguai el festival es va realitzar com Road To Ultra.

## Història

### South Beach
Ultra Music Festival és un festival fundat en 1999 pels socis de negoci Russell Faibisch i Alex Omes. Faibisch havia assistit al Devotional Tour de la banda de musica electrònica, Depeche Mode en el Miami Arena en 1993. El festival va adquirir el seu nom en honor de l'àlbum de 1997 de Depeche Mode, Ultra. El primer festival es va dur a terme com un esdeveniment d'un dia, el 13 de març de 1999, coincidint amb el final de la Winter Music Conference. Els artistes que van inaugurar el festival de 1999 van incloure a Paul van Dyk, Rabbit in the Moon, Josh Wink i DJ Baby Anne. L'esdeveniment es va dur a terme en el Collins Park, de South Beach a Miami, Florida, i va ser un èxit total, amb una estimació de deu mil assistents al concert. No obstant això, Faibisch i Omes van percebre una pèrdua financera entre $10.000 a $20.000 durant l'any inaugural del festival.

### Creixement

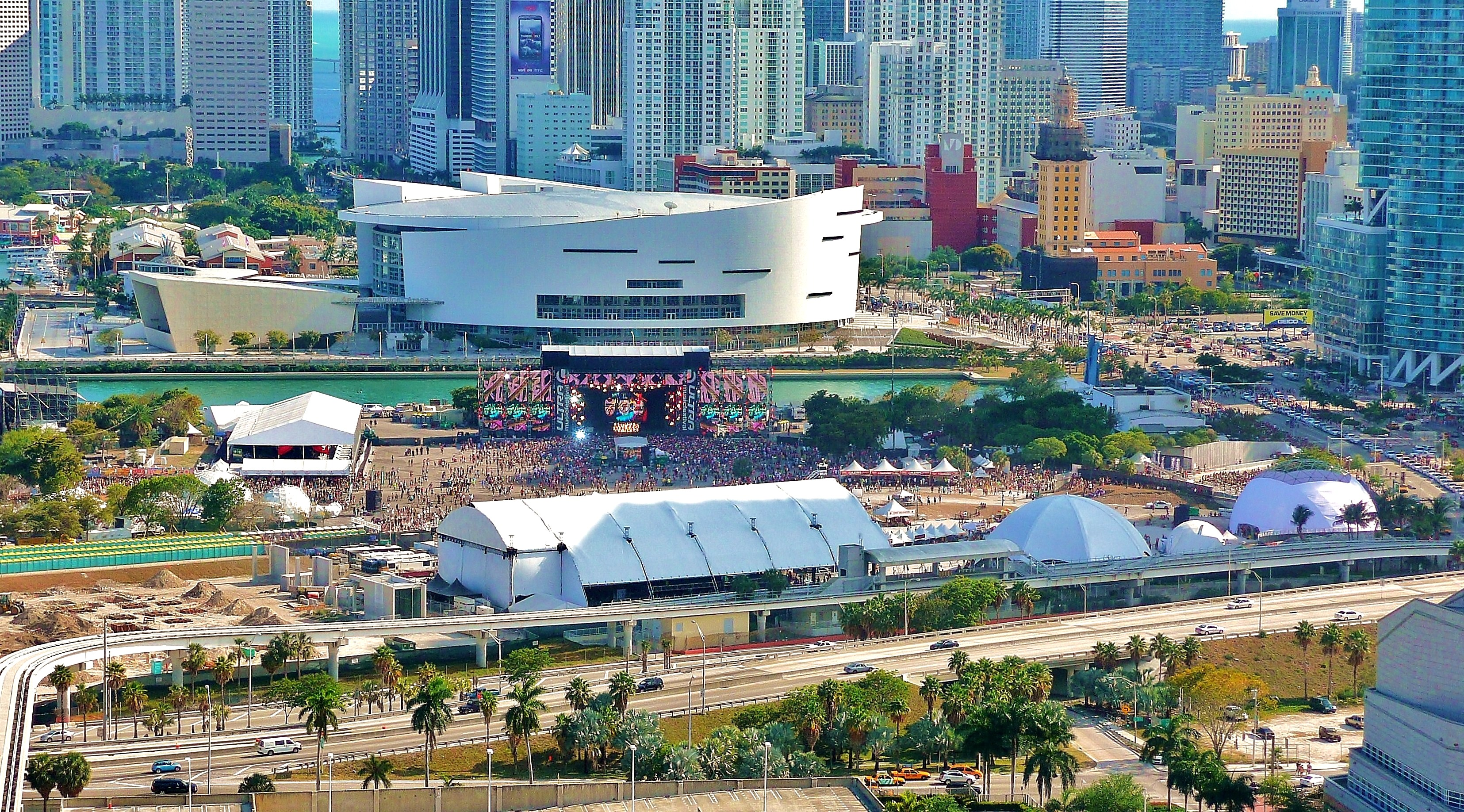
L'edició de l'Ultra Music Festival de 2011 es va realitzar en el Bicentennial Park, en Downtown Miami.

A causa de l'augment massiu de l'assistència entre 1999 i 2000, els organitzadors del festival van decidir traslladar-se a Bayfront Park al centre de Miami per al tercer esdeveniment anual en el qual van participar grans artistes del EDM, amb les actuacions de Robin Fox, Tiësto, Paul van Dyk, Paul Oakenfold, Sander Kleinenberg, Photek, Josh Wink, DJ Craze, EC Twins, P.A.W.N. LASERS i Rabbit in the Moon, des de l'any 2001 fins a 2005. Amb l'assistència del setè esdeveniment anual del UMF en 2005 que va trencar rècords, el festival va ser de nou ressituat en un lloc (per àrea) més petit que va ser el Bicentennial Park per a l'esdeveniment de 2006. En el 2007 al costat del Winter Music Conference a tota esplendor, UMF va dur a terme un esdeveniment de 2 dies en el Bicentennial Park, trencant un rècord de 50,000 persones. UMF va celebrar el seu desè aniversari el 28 i 29 de març de 2008, amb les actuacions de Tiësto, Underworld, Justice, Paul van Dyk, Carl Coix, Armin van Buuren, MSTRKRFT, deadmau5, Eric Prydz, Ferri Corsten, Calvin Harris, Moby, The Crystal Method, Boys Noize, Benny Benassi, Armand van Helden, Duck Sauce, David Guetta, Jes, Enur, Pete Tong, Jackal & Hyde, Annie Mac, DJ MYREN, de Iran, i Rabbit in the Moon.
Amb una assistència estimada de 70,000 persones, el festival va imposar un nou rècord a la ciutat de Miami per nombre de tiquets venuts en un sol esdeveniment. El 11° esdeveniment anual va ocórrer el 27 i 28 de març de 2009; el line-up va incloure més actes diferents i bandes en viu, que inclouen a The Black Eyed Peas, The Prodigy, The Ting Tings, Santigold, Crystal Castles, Perry Farrell i The Whip. El 12° esdeveniment anual va ser el 26 i 27 de març de 2010. El festival va esgotar les seves entrades per primera vegada amb més de 100,000 assistents, on es va anunciar que el 13avo esdeveniment anual prendria lloc durant tres dies al març del 2011.

### 2012
L'edició de 2012 se celebro del 23 al 25 de març. A causa de la construcció de 2 museus en el Biccentenial Park de Miami, l'esdeveniment es va dur a terme una vegada més en el Bayfront Park per primera vegada des de 2005.
Els bitllets de pre-venda pel UMF 2012 es van esgotar en 20 minutos (segons el UMF a la seva pàgina de Facebook). Poc després, van obrir més amb un increment de preu de $149 dolares a $229 dolares. Aquest va ser el segon any en el qual els bitllets per a dies individuals no estaven a la venda. Una presentació especial de Madonna el dia després del llançament internacional del seu dotzè àlbum d'estudi MDNA es va celebrar en el segon dia del festival, per aquest motiu els bitllets pel 14° aniversari del festival ràpidament van pujar de $229 a $300 dolares tan sols una setmana després d'haver sortit a la venda.

### 2013
L'edició 2013 del festival es va dur a terme durant dos caps de setmana: del 15 al 17, i del 22 al 24 de març, en honor del seu quinzè aniversari. Aquests dos caps de setmana van coincidir amb el començament i el final del Winter Music Conference i el Miami Music Week. La primera fase del festival va ser revelada oficialment el gener de 2013, confirmant les aparicions de David Guetta, Deadmau5, Tiësto i Pretty Lights en tots dos caps de setmana. L'edició de 2013 va ser clausurada per Swedish House Màfia, sent el tancament del segon cap de setmana i la seva última aparició en els escenaris com a part de la seva última gira One Last Tour.

### 2014

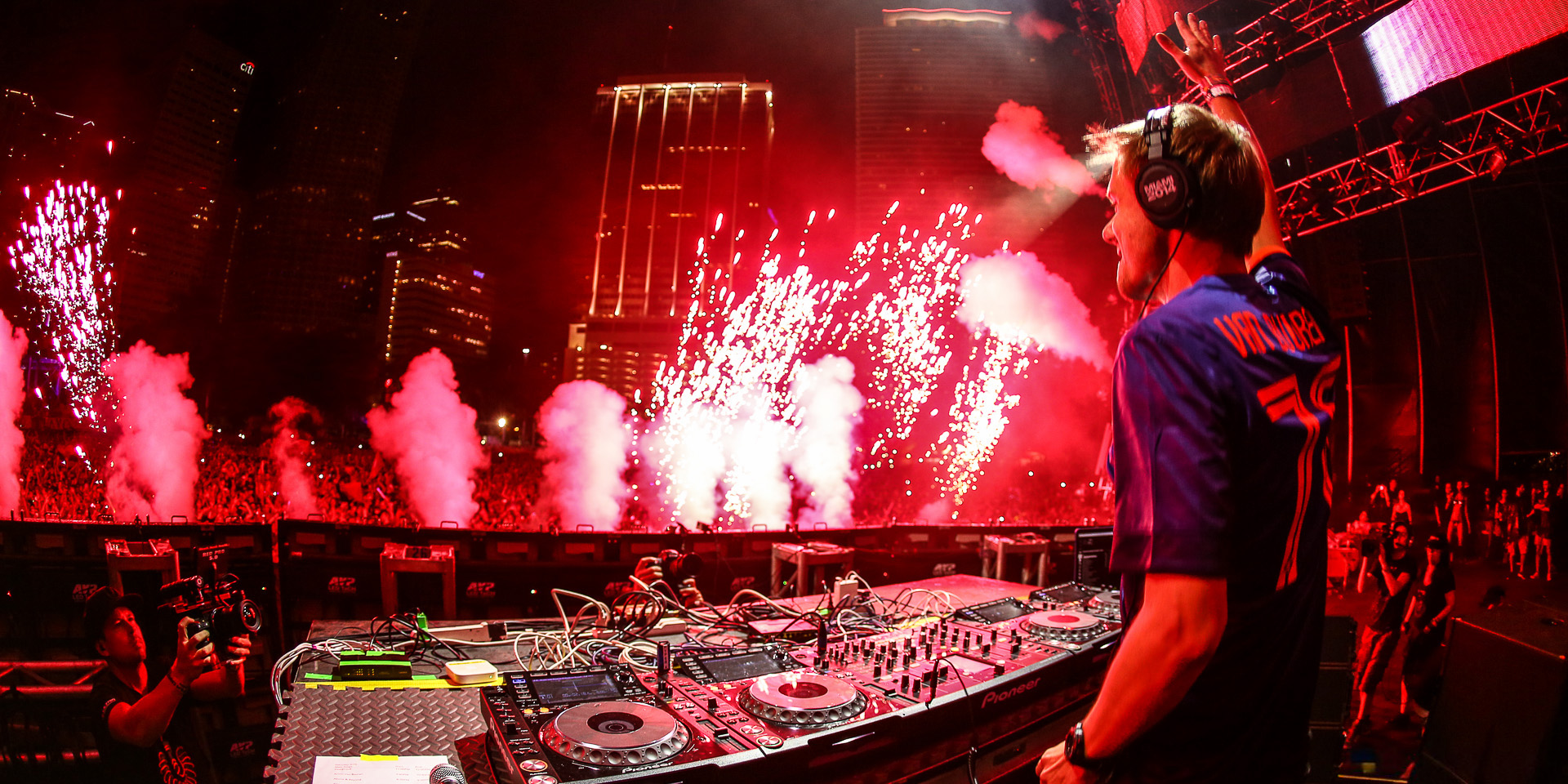
Armin van Buuren en l'edició de l'Ultra de 2014.

Per 2014, el festival va tornar reduït a un sol cap de setmana, del 28 fins al 30 de març. La primera fase va ser revelada al desembre de 2013, confirmant les aparences de Armin van Buuren, Afrojack, Carl Coix, David Guetta, Hardwell, Fedde Li Grand, Krewella, Martin Garrix, Nicky Romero, Tiësto, Zedd i New World Punx (Markus Schulz and Ferri Corsten). La presentació de Avicii va ser reemplaçada per Deadmau5 com l'acte final en l'escenari principal per al dissabte, a causa del seu retorn a Suècia per a una cirurgia de vesícula biliar. Les actuacions notables van ser fetes per Eric Prydz amb l'estrena del seu nou xou en viu "Holo" i el debut de Diplo i Skrillex com el duo Jack Ü. L'actuació d'Above & Beyond va ser interrompuda per una tempesta, la qual cosa requereix que ells i el seu equip es moguin darrere de l'escenari i d'esquena a l'audiència. Deadmau5, va fer el seu aparicion en el festival "trolleando" a l'audiència durant el seu set amb un remix de la cançó de Martin Garrix "Animals" titulat Funnymals ajustada a la cançó infantil "Old MacDonald Had a Farm".
En l'obertura del dia divendres, a una guàrdia de seguretat se li va diagnosticar una hemorràgia cerebral, quedant en un estat "molt crític", després d'haver estat calcigada per una multitud de persones a causa d'un gate crash, trencant una prop de filferro. L'alcalde de Miami Tomás Pedro Regalado, va condemnar als organitzadors de l'Ultra per ser "irresponsables" al no augmentar la quantitat de presència policial a la zona afectada, segons el sol·licitat pels inspectors.

### 2015

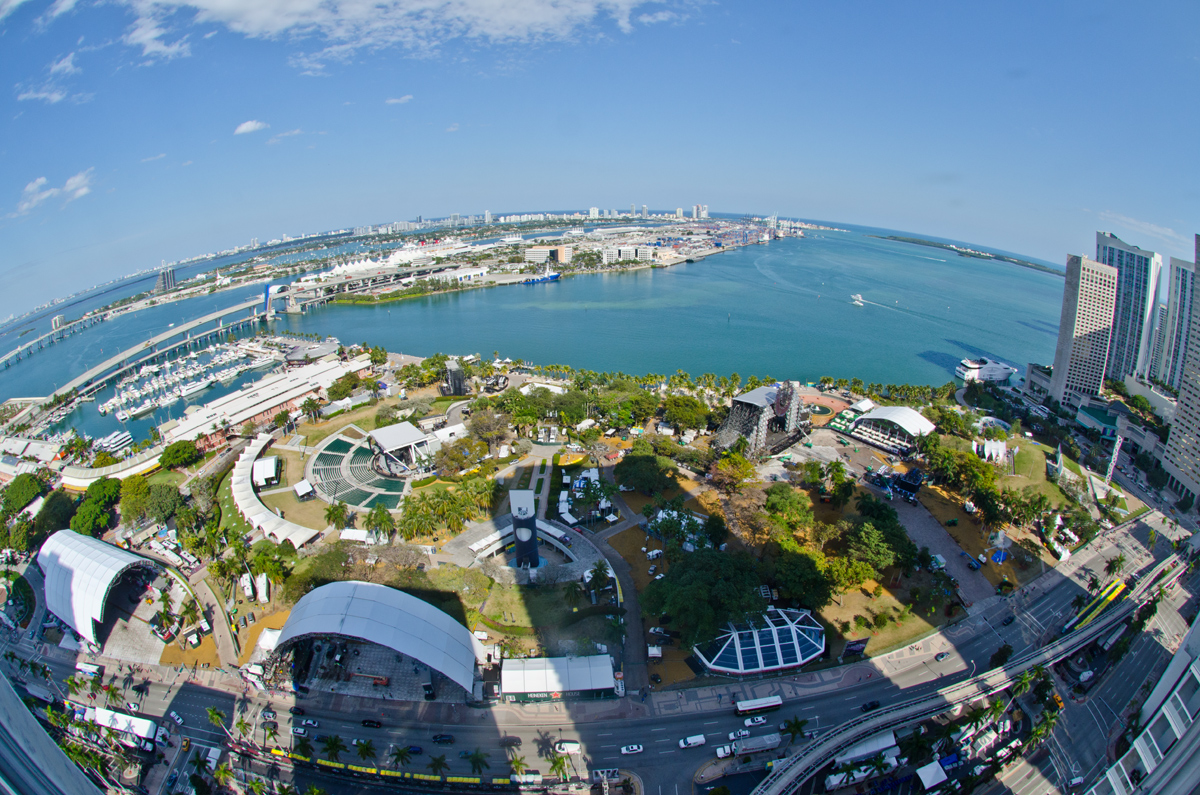
Vista panoràmica del Bayfront Park, lloc on se celebra el festival.

Malgrat la incertesa sobre si el festival encara se celebraria a Miami després de l'incident calcigo, els organitzadors van anunciar que l'edició de 2015 se celebraria del 27 al 29 de març. Els organitzadors també van anunciar plans per a una revisió exhaustiva de les mesures de seguretat del festival amb la participació del Departament de Policia de Miami, que va avaluar com es podia millorar la seguretat per "evitar que un altre incident criminal d'aquesta naturalesa tornin a ocórrer." També es va posar l'accent que el festival de 2014 tenia mesures de seguretat més fortes que en anys anteriors, comptant amb entitats policials més grans i presència encoberta, i la col·laboració del Bayfront Park Management Trust, i el Departament de Gestió de Riscos de la Ciutat.
En una reunió el 24 d'abril de 2014, els comissionats de Miami van votar 4 a 1 en contra de la prohibició de la festa, la qual cosa va permetre al festival romandre al centre de Miami per 2015. El comissionat Marc Sarnoff, vot a favor de prohibir l'Ultra, presentant imatges del lasciu comportament dels assistents en edicions anteriors, i van sostenir que el cas afectava a la qualitat de vida dels residents del centre, ja que estaven sent assetjats pels visitants. Els comissionats restants van donar suport a la presència de la festa a causa de l'exposició i els efectes econòmics positius que porta a Miami. No obstant això, l'aprovació es va fer amb la condició que els organitzadors prestessin la seva col·laboració per promoure la seguretat i fer front a l'ús de drogues i al comportament lasciu pels assistents. El 2 de setembre de 2014, es va anunciar que a partir de 2015, Ultra ja no admetria a menors d'edat; el cap de seguretat Raymond Martínez va explicar que aquesta decisió es va prendre principalment per promoure la seguretat dels assistents en general.

### 2016
L'edició de 2016 de l'Ultra, es va produir el 18, 19 i 20 de març. La primera fase va ser anunciada el 16 de desembre de 2015, també es va revelar que el festival comptés amb les reunions de Pendulum i Rabbit in the Moon al costat d'altres Djs de talla com Eric Prydz i The Prodigy. La fase segona fase es va anunciar el 17 de febrer de 2016, que incloc a Afrojack, Armin van Buuren, Avicii, Carl Coix, Dash Berlin, David Guetta, Deadmau5, Hardwell, Kaskade, Martin Garrix, DJ Snake, Steve Angello, Tiësto, Zedd, entre d'altres.

## Ultra Sud-àfrica

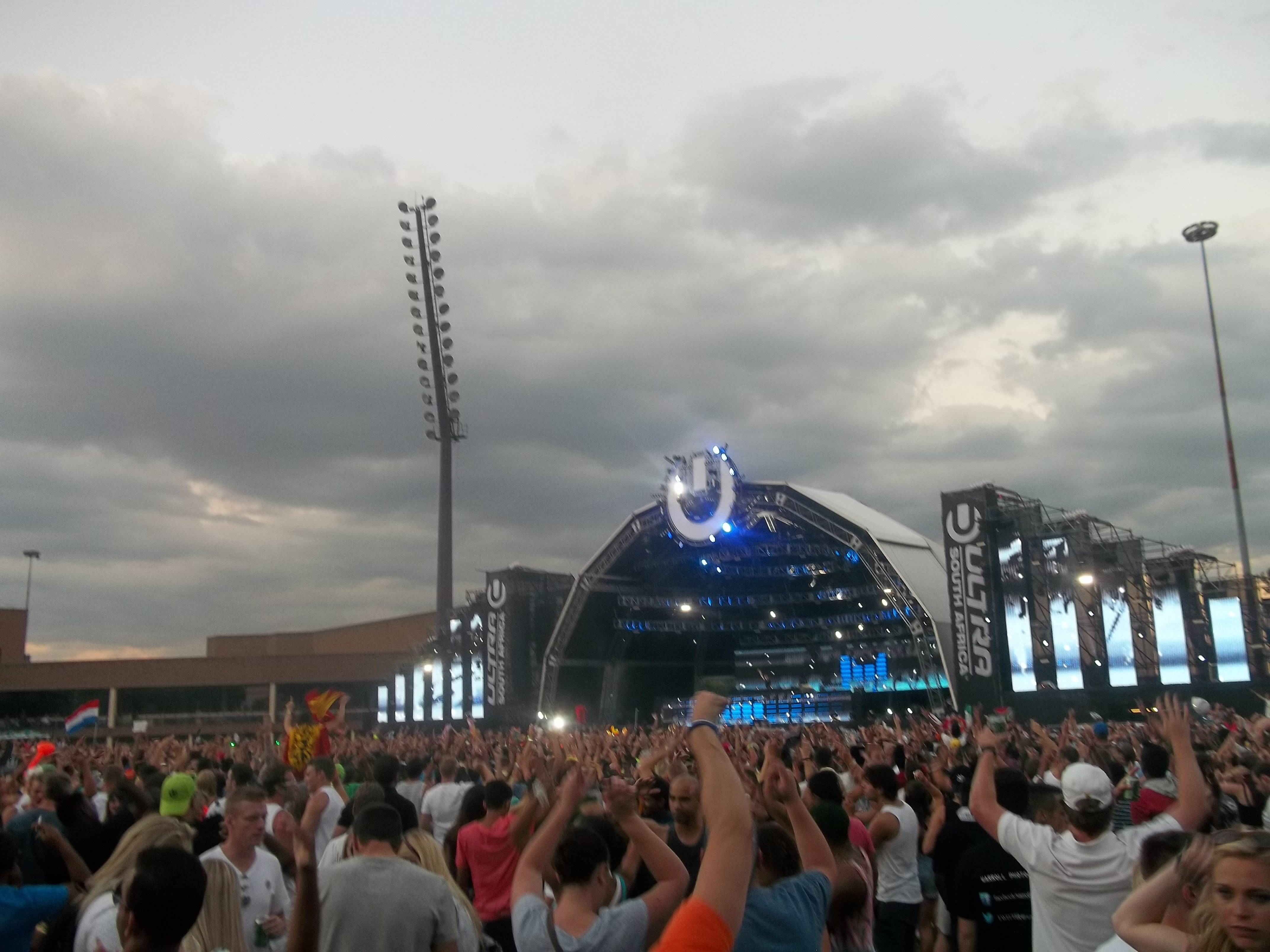
UMF a Sud-àfrica, Johannesburg, el 15 de febrer de 2014.

En 2014, UMF va fer el seu debut en el continent africà amb un esdeveniment inaugural de 2 dies a Ciutat del Cap i Johannesburg el 14 i 15 de febrer respectivament. Una entrada al mercat emergent de la música de ball de Sud-àfrica havia estat anticipada per algun temps, però no va ser fins al 29 d'octubre de 2013, quan es van posar els rumors a descansar amb l'anunci. L'espectacle a Ciutat del Cap va tenir lloc en Ostrich Ranch, mentre que el programa de Johannesburg va tenir lloc en el Nasrec Expo Centre. Tiesto va encapçalar el festival, juntament amb Afrojack, Alesso, Nicky Romero, Krewella i W&W, i artistes locals com la banda Goldfish, Micasa Music i Black Cofee.
En 2016, UMF torna a Sud-àfrica amb un esdeveniment de 2 dies a Johannesburg del 26 al 27 de febrer i un esdeveniment de 2 dies a Ciutat del Cap del 27 al 28 de febrer. Skrillex i Zedd van encapçalar el festival, mentre que també es va introduir el Resistance stage.

## Transport i Hotels
Ultra atreu a visitants de tot el món. La majoria dels visitants es queden als hotels de Downtown Miami o Brickell. Est és per lluny l'opció més convenient per assistir a Ultra. Altres barris populars inclouen a Omni i Edgewater, tots dos a poca distància de l'Ultra. Alguns visitants reben allotjaments d'hotel en South Beach. No obstant això, arribar a la platja del sud d'Ultra al centre de Miami pot ser problemàtic a causa del tràfic, la congestió i costoses opcions de transport, per la qual cosa és una opció menys popular. Les rutes de Metrobus S, C i 120, connecten directament a Ultra i South Beach. La majoria dels visitants prenen el Metre de Miami o el Metrobus, i l'estació més propera a l'Ultra és Government Center. A més, el Metromover proporciona el transport al llarg del Centre de Miami i Brickell. Els serveis de trens i bus s'estén fins a la 1 am.

## Assistència
| Any         | Assistència                   | Ubicació                      |
| ----------- | ----------------------------- | ----------------------------- |
| 1999 - 2000 | South Beach, Miami Beach      |                               |
| 2001 - 2004 | Bayfront Park, Downtown Miami |                               |
| 2005        | Bayfront Park, Downtown Miami | 45.000                        |
| 2006        | 30.385                        | Museum Park, Downtown Miami   |
| 2007        | 50.000                        | Museum Park, Downtown Miami   |
| 2008        | 70.000                        | Museum Park, Downtown Miami   |
| 2009        | 100.000                       | Museum Park, Downtown Miami   |
| 2010        | 100.000                       | Museum Park, Downtown Miami   |
| 2011        | 150.000                       | Museum Park, Downtown Miami   |
| 2012        | 165.000                       | Bayfront Park, Downtown Miami |
| 2013        | 330.000                       | Bayfront Park, Downtown Miami |
| 2014        | 165.000                       | Bayfront Park, Downtown Miami |
| 2015        | 165.000                       | Bayfront Park, Downtown Miami |
| 2016        | 170.000                       | Bayfront Park, Downtown Miami |